# Sulphide Glacier
Der Sulphide Glacier (dt. „Sulfid-“ oder „Schwefel-Gletscher“) ist ein Gletscher im North Cascades National Park im US-Bundesstaat Washington an den Südhängen des Mount Shuksan. Vom Gipfelturm des Mount Shuksan 1,85 mi (3 km) weit von 8.600 ft (2.621 m) auf 5.600 ft (1.707 m) herabfließend, ist er mit dem Crystal Glacier im Osten verbunden. Der Gletscher liegt auf der Route, die 1906 bei der Erstbesteigung des Mount Shuksan benutzt wurde. Sowohl Sulphide als auch Crystal Glacier haben eine Serie von 300 ft (91 m) bis 1.000 ft (305 m) hohen Kaskaden, die insgesamt als Sulphide Basin Falls bezeichnet werden. Unterhalb dieser Kaskaden liegt der Sulphide Lake, welcher über die Sulphide Creek Falls, mit 2.200 ft (671 m) einen der höchsten Wasserfälle Nordamerikas, entwässert.